# Stellaris (jogo eletrônico)
Stellaris é um videogame 4X de estratégia desenvolvido e publicado pela Paradox Interactive. A jogabilidade de Stellaris gira em torno da exploração espacial, gerenciando um império, diplomacia e guerra espacial com outras civilizações exploradoras do espaço. Foi lançado mundialmente para Windows, OS X e Linux em 9 de maio de 2016, e em 26 de fevereiro de 2019 para PlayStation 4 e Xbox One.

## O jogo
Stellaris é um grande jogo de estratégia em tempo real ambientado no espaço a partir do ano 2200. Os jogadores assumem o controle de uma espécie em seus estágios iniciais de exploração espacial interestelar, - logo após a invenção da tecnologia de nave espacial mais rápida que a luz (FTL) -, pronta para reivindicar um lugar como uma das "espécies das estrelas". Dependendo de vários fatores, como a ética da civilização e desejos do jogador, o objetivo final do império pode ir da conquista galáctica, acumulação de recursos e supremacia tecnológica, à coexistência pacífica ou destruição absoluta de toda a vida senciente. O jogador controla naves, incluindo naves de ciência, construção e militares. Combate inclui combate espacial e combate terrestre e é mais centrado em direção ao quadro geral, preparação e estratégia. Há também opções diplomáticas, como alianças e acordos comerciais com outras raças.
O jogo começa escolhendo um dos impérios pré-definidos, usando um aleatório determinado pelo jogo e revelado apenas quando o jogo começa ou criando uma espécie. O processo envolve escolher uma mistura de características positivas e negativas que compõem sua espécies. Em seguida, o jogador personaliza o império de sua espécie. Nessa fase, o jogador escolhe a ética e a civilidade do império (com pontos de ética e civismo, respectivamente), que podem dar vários buffs, restringir certas características (um império espiritualista não pode usar robôs) e governos serem escolhidos (um império autoritário é incapaz de ser um governo democrático) e mudar a forma como a informação é apresentada ao jogador. Os Civics podem incluir: originários de um mundo devastado pela guerra nuclear ou começando com uma raça secundária, como robôs ou uma raça de trabalhadores forte, mas não inteligente. Essas espécies secundárias são criadas em um processo semelhante ao mencionado anteriormente.
Toda ética, além da mais recente Consciência Gestalt, tem uma versão normal e fanática que representa o alinhamento do império. Versões fanáticas da ética dão bônus maiores do que suas variantes normais, mas geralmente têm restrições ainda maiores e sempre assumem 2 pontos éticos em vez do normal 1 ponto por ética. Uma ética especial mencionada anteriormente, denominada Consciência da Gestalt, torna o império uma mente coletiva ou um império robótico, retoma todos os pontos de ética e oferece novos meios cívicos disponíveis apenas para a mente coletiva e para os impérios robóticos. Tanto a ética como a maioria dos cidadãos podem ser mudados ao longo do jogo. Então, o jogador personaliza a bandeira, o nome, o mundo, o estilo de engenharia e a régua de seu império.
O jogador começa com um único planeta habitável em seu território, várias estações de mineração e / ou pesquisa, um navio de construção, um navio de ciência, três pequenos navios de guerra e uma base estelar. A jogabilidade inicial consiste em explorar e colonizar o espaço, enquanto as atividades no meio do jogo se concentram na diplomacia e no governo de um império. No final do jogo, podem ocorrer eventos de crise que têm implicações em toda a galáxia - por exemplo, um despertar da IA senciente adormecida ou uma invasão por forças extra-dimensionais ou extra-galácticas, sendo as duas primeiras sempre desencadeadas por impérios descuidados.

## Recepção
Em uma prévia do jogo na Rock, Paper, Shotgun, Adam Smith escreveu que Stellaris "poderia ser o melhor momento da Paradox e para um marco no desenvolvimento de jogos 4X e no design de grande estratégia."
Em menos de 24 horas após o lançamento do jogo, a Paradox Interactive anunciou que Stellaris vendeu mais de 200.000 unidades, quebrando o recorde de receita de qualquer um dos títulos anteriores da Paradox Interactive durante o mesmo período. Quase igualou o recorde de vendas atualmente detido por Cities: Skylines. Tornou-se o jogo com o número vendas mais rápido da Paradox Development Studio. Em 21 de junho de 2016, foi anunciado que o jogo já havia vendido mais de 500.000 unidades.